# Vela als Jocs Olímpics d'estiu de 1912 - 12 metres

12 metres

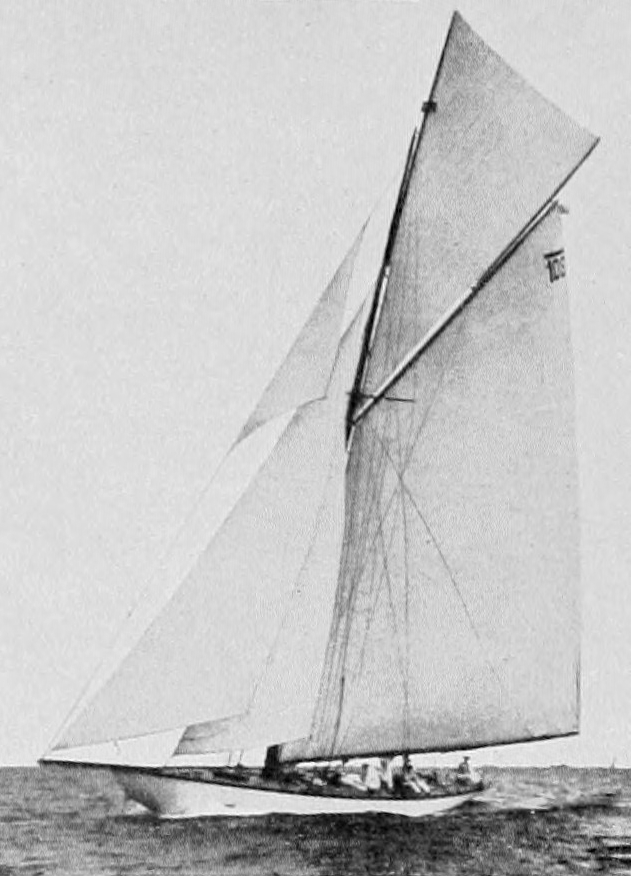
El Magda IX en una de les regates

Els 12 metres va ser una de les quatre proves de vela que es van disputar al camp de regates de Nynäshamn durant els Jocs Olímpics d'Estocolm de 1912. Hi van prendre part 27 navegants repartits ens tres vaixells en representació de tres països diferents. Es disputà el 20 i 21 de juliol de 1912.

## Resultats finals
Es van disputar 2 regates per una distància total de 36,2 milles nàutiques. La classificació es determinava segons els punts obtinguts en cadascuna de les regates a raó de 7 punts pel primer, 3 pel segon i 1 pel tercer.
| Pos.   | Vaixell               | Tripulació | 1a regata | 1a regata | 1a regata | 2a regata | 2a regata | 2a regata | Punts Totals |
| Pos.   | Vaixell               | Tripulació | Pos.      | Temps     | Punts     | Pos.      | Temps     | Punts     | Punts Totals |
| ------ | --------------------- | --- | --------- | --------- | --------- | --------- | --------- | --------- | ------------ |
| Or     | Magda IX · Noruega    | Alfred Larsen, Johan Anker, Nils Bertelsen, Halfdan Hansen, Magnus Konow, Petter Larsen, Eilert Falch-Lund, Fritz Staib, Arnfinn Heje, Gustav Thaulow | 1         | 3h17'17"  | 7         | 1         | 3h32'00"  | 7         | 14           |
| Argent | Erna Signe · Suècia   | Hugo Clason, Nils Persson, Hugo Sällström, Nils Lamby, Kurt Bergström, Dick Bergström, Erik Lindqvist, Per Bergman, Sigurd Kander, Folke Johnson      | 2         | 3h24'13"  | 3         | 2         | 3h48'06"  | 3         | 6            |
| Bronze | Heatherbell Finlàndia | Ernst Krogius, Ferdinand Alfthan, Pekka Hartvall, Jarl Hulldén, Sigurd Juslén, Eino Sandelin, Johan Silén                                             | 3         | 3h25'45"  | 1         | 3         | 3h48'55"  | 1         | 2            |

## Àrea de regates
Per la cursa dels 12 metres es va emprar el camp de regates A.

## Condicions meteorològiques
| Data           | Cursa | Descripció                                  | Vel. vent                              | Direcció vent | Sortida |
| -------------- | ----- | ------------------------------------------- | -------------------------------------- | ------------- | ------- |
| 20 juliol 1912 | 1     | Bon temps, amb una lleugera brisa de l'est. | 5 knots (9.3 km/h) - 9 knots (17 km/h) |               | 11:00   |
| 21 juliol 1912 | 2     | Una lleugera brisa bufava al matí.          | 4 knots (7.4 km/h) - 6 knots (11 km/h) |               | 11:00   |